# Ulevellenmos
Ulevellenmos (Xanthomendoza ulophyllodes) is een korstmos uit het geslacht Xanthomendoza. De soort werd in 1931 voor het eerst beschreven door de Finse lichenoloog Veli Räsänen onder de soortnaam Xanthoria ulophyllodes. In 2002 werd de soort door Ulrik Søchting, Ingvar Kärnefelt en Sergey Yakovlevich Kondratyuk onder het huidige geslacht geplaatst.

## Kenmerken
Ulevellenmos komt in Nederland bijna alleen voor op oude iepen in de dorpen op de Waddeneilanden. De soort is nog maar relatief kort uit Nederland bekend. Ulevellenmos lijkt op kroezig dooiermos (Polycauliona candelaria), maar is groter en bedekt meestal een aanzienlijk oppervlak van de boomstam. Het wijkt verder af van kroezig dooiermos door de bredere, deels aanliggende en gebogen lobben (in plaats van de meer opstaande bloemkoolvormige lobben), het bezit van rhizinen en de langere, staafvormige pycnosporen (3,5 bij 1 μm). Het is tevens verwant aan dragonderdooiermos (Oxneria huculica), maar heeft een meer losliggend thallus en minder duidelijk begrensde soralen.
Het bovenoppervlak is (helder) oranje en glad. De soralen zijn korrelig. Het merg is wit en met korte schimmeldraden. De onderzijde is wit, glad of enigszins gerimpeld, met overvloedige, witte tot gele rhizinen. De apotheciën zijn over het algemeen zeldzaam en tot 3 mm in diameter. De parafysen zijn enkelvoudig of licht vertakt en cilindrisch van vorm.

## Verspreiding
Het verspreidingsgebied van ulevellenmos omvat hoofdzakelijk de gebieden op het noordelijk halfrond met een gematigd klimaat. Tot dusver is het gevonden in Noord-Amerika, Europa en Azië.

### Benelux
De soort werd in Nederland voor het eerst in 1999 gevonden op de Waddeneilanden. Echter werd toen al waarschijnlijk geacht dat de soort al eerder hier aanwezig was, gezien het door de gelijkenis met kroezig dooiermos gemakkelijk over het hoofd te zien is. Op de Rode Lijst van korstmossen van 2012 werd de soort genoteerd in de categorie "Gevoelig". Dit bleef onveranderd met de lijst van 2015. Ondertussen is de soort al meermaals ook op het vasteland gevonden, alsook in reeds verzameld materiaal van vóór 1999.
In België is de soort eveneens zeldzaam, en wordt het met name waargenomen in het oosten en zuidoosten van het land. In Luxemburg is de soort ook meermaals waargenomen.

## Fotogalerij

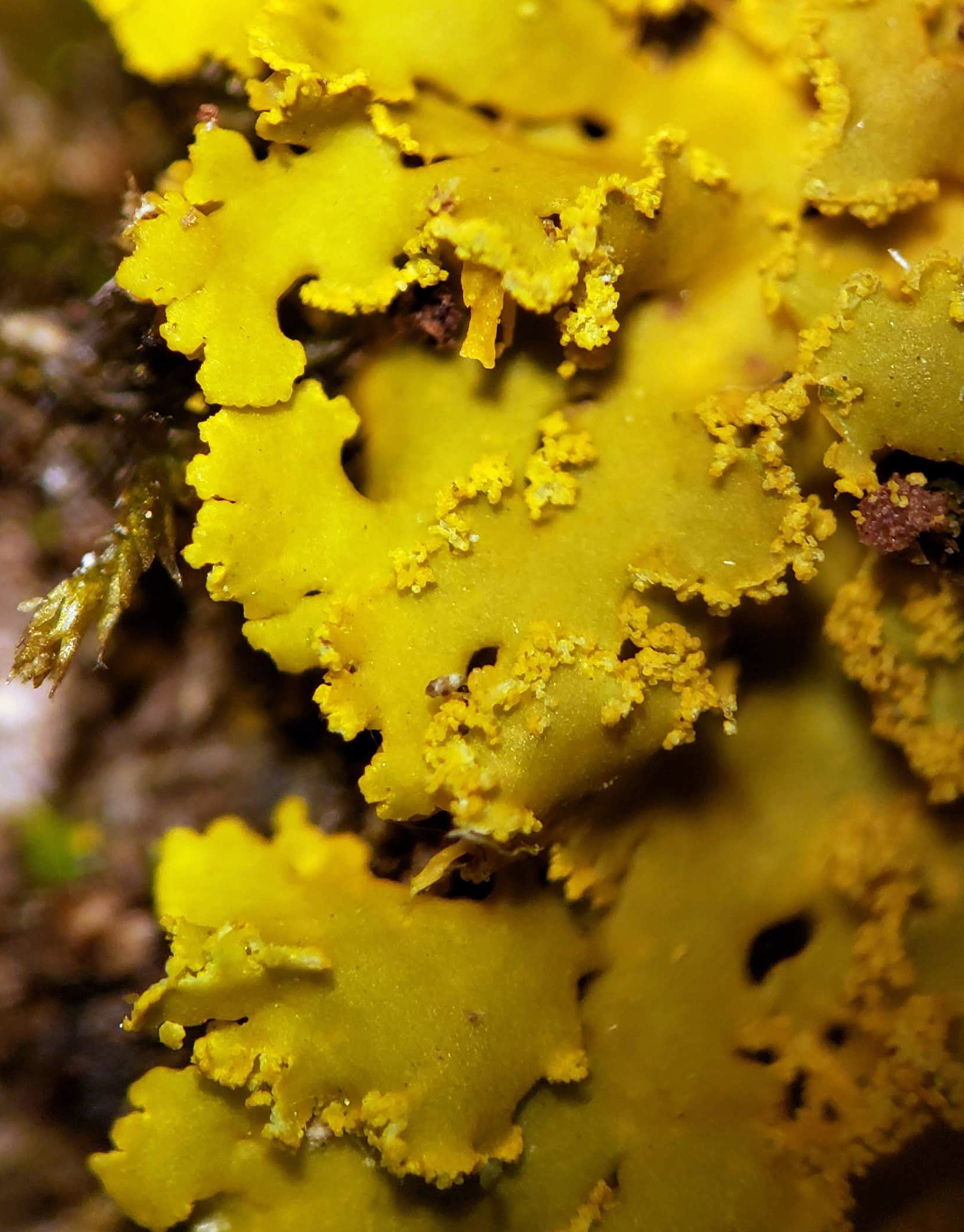
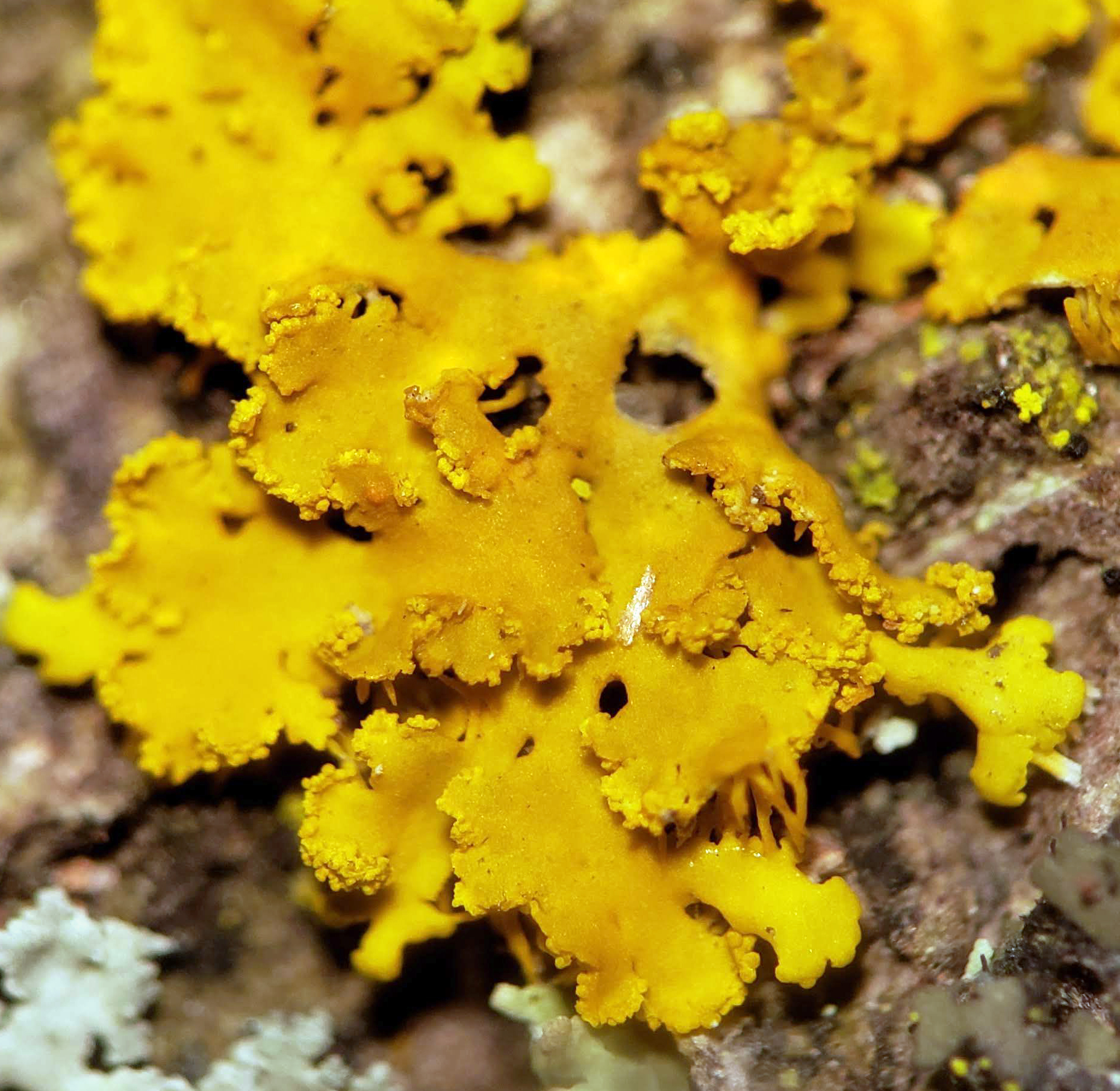